# Brian Kernighan
Brian Wilson Kernighan (Toronto, 1º gennaio 1942) è un informatico canadese.
È noto per aver contribuito allo sviluppo di Unix assieme ai suoi creatori Ken Thompson e Dennis Ritchie, e soprattutto per aver scritto, insieme a Ritchie, il primo libro sul linguaggio di programmazione C, intitolato Il linguaggio C (The C Programming Language). È l'autore di molti programmi Unix, come ditroff, e dei linguaggi AWK e AMPL.
Insieme a Shen Lin escogitò euristiche per due problemi di ottimizzazione NP-completi: partizione dei grafi e il problema del commesso viaggiatore. Come dimostrazione di equità, il primo è solitamente chiamato algoritmo di Kernighan–Lin, mentre il secondo è noto come l'euristica di Lin–Kernighan.
Kernighan è stato professore di informatica all'Università di Princeton dal 2000 ed è il direttore degli studi undergraduate nel dipartimento di informatica. Nel 2015, co-scrisse il libro The Go Programming Language sul linguaggio Go

## Biografia
Si laurea in fisica tecnica all'Università di Toronto nel 1964 e ottiene il dottorato di ricerca in elettrotecnica all'Università di Princeton, dove ha insegnato dal 2000. Ha lavorato nel dipartimento di ricerca informatico dei Bell Labs (conosciuti ora come Lucent Technologies).
È famoso soprattutto per aver collaborato insieme a Dennis Ritchie, creatore del linguaggio di programmazione C, alla stesura del libro The C Programming Language, noto, nell'ambiente, come "il K&R" dalle iniziali dei suoi autori, reputato un testo fondamentale per i programmatori. Sebbene ne scrisse la guida, Kernighan affermò di non aver presto parte alla progettazione di C («È interamente opera di Dennis Ritchie»).
È il creatore dei linguaggi AWK, insieme ad Alfred Aho e Peter Weinberger, e di AMPL, oltre di molti programmi Unix, come ad esempio troff.

## Legge di Kernighan
(Brian Kernighan, The Elements of Programming Style)